# 愛知県道218号和合豊田線

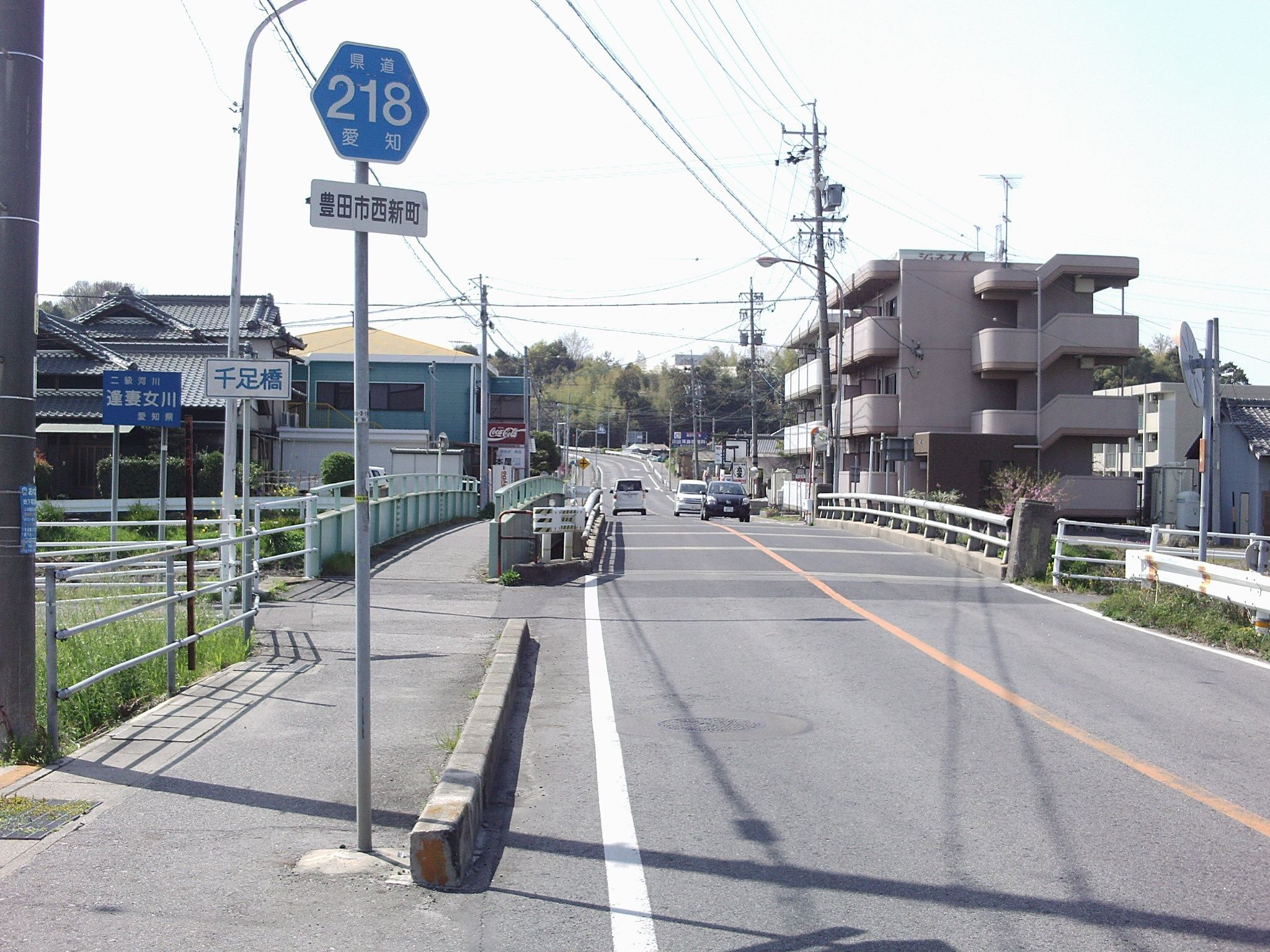
終点（豊田市西新町）

愛知県道218号和合豊田線（あいちけんどう218ごう わごうとよたせん）は、愛知県愛知郡東郷町と同県豊田市を結ぶ愛知県の一般県道である。国道153号豊田西バイパスの南側を東西に並走する。全線がバス路線である。

## 概要

### 路線データ
- 起点：愛知郡東郷町和合（牛廻間交差点：国道153号交点）
- 終点：愛知県豊田市西町4丁目（西町4丁目交差点：国道153号、国道155号交点）

## 沿革
- 1959年12月15日：認定 区間を整理
  - 旧路線名称は春木豊田線。

## 別名
- 挙母街道（みよし市）

## 地理

### 通過する自治体
- 愛知県
  - 愛知郡東郷町
  - みよし市
  - 豊田市

### 交差する道路
- 国道153号（豊田西バイパス）（愛知郡東郷町 牛廻間交差点）
- 愛知県道57号瀬戸大府東海線（愛知郡東郷町 和合前田交差点、和合交差点）
- 愛知県道36号諸輪名古屋線（愛知郡東郷町 北山交差点）
- 愛知県道54号豊田知立線（みよし市 三好森下交差点）
- 愛知県道234号みよし沓掛線（みよし市 三好東山交差点）
- 愛知県道232号鴛鴨みよし線（みよし市 打越上屋敷交差点）
- 国道153号（豊田西バイパス）（豊田市 西新町7丁目交差点）
- 国道155号（豊田市 西町4丁目交差点）

## 沿線

### 東郷町
- 名古屋ゴルフ倶楽部・和合コース
- ららぽーと愛知東郷
- 東郷町役場
  - イーストプラザいこまい館

### みよし市
- 保田ヶ池（第6回カヌーポロ世界選手権大会開催）
- 愛知県立三好高等学校
- 愛知県立三好特別支援学校
- みよし市勤労文化会館（サンアート）[1]
- トヨタ自動車三好工場